# EniChem Augusta
EniChem Augusta S.p.A. era un'azienda chimica italiana che operava nel settore della produzione di paraffine alfa-olefine, zeoliti, benzene, cloro, acido solforico, soda, alluminio metallico, terre decoloranti e alchibenzene lineare ovvero le materie prime di base per i detergenti e per i detersivi. Era parte del gruppo EniChem.

## Storia
EniChem Augusta nasce nel maggio 1981, come Chimica Augusta S.p.A., per rilevare gli stabilimenti ex SIR ed ex Liquichimica Augusta. Nel 1986 fattura 502.8 miliardi e realizza 14.5 miliardi di utile. Nel 1987 si procede alla quotazione in Borsa di circa il 19% del capitale sociale. Nel 1990 diventa EniChem Augusta S.p.A..

### Il confluimento in Enimont e il fallimento della joint-venture
EniChem conferisce le della controllata EniChem Augusta alla neonata società Enimont (joint-venture tra Eni e Montedison). In seguito allo scandalo e al fallimento di quest'ultima (1991), le attività ritorneranno interamente sotto il controllo dell'EniChem.

### La privatizzazione
Nel 1992 ottiene un fatturato di 726,2 miliardi, 58 miliardi di Ebit, 19,4 miliardi di utili, 180 miliardi di capitalizzazione, occupando 1182 persone.
Nel 1995 EniChem Augusta, controllata al 60% da Enichem, al 13,05% da Società Finanziaria Chimica (EniChem), all'11,20% da Sofid (EniChem) viene privatizzata: inizialmente viene ceduto il 70% della società a Rwe Dea AG che tramite un Opa acquisirà il restante 15,75%: il 14,25% è rimasto a EniChem.
Nello stesso anno si trasforma in Condea Augusta S.p.A.. Dal 2001 si chiama Sasol Italy S.p.A.

## Fonti
- camera.it (PDF), su wai.camera.it. URL consultato il 1º ottobre 2009 (archiviato dall'url originale il 4 marzo 2016).
- camera.it (PDF), su legislature.camera.it.
- Corriere della Sera, su archiviostorico.corriere.it.
- business.com. URL consultato il 1º ottobre 2009 (archiviato dall'url originale il 9 ottobre 2007).
- fncrsi.altervista.org.
- Repubblica.it, su ricerca.repubblica.it.
- Repubblica.it, su ricerca.repubblica.it.